# Colette Huchard
Pour les articles homonymes, voir Huchard.
Colette Huchard est une costumière française, née le 29 juin 1951 à Grenoble, habitant Bruxelles et travaillant principalement en Belgique depuis 1979.

## Biographie
Styliste de l'École de la Chambre Syndicale de la Haute Couture (Paris) et diplômée de l’École nationale supérieure des arts et techniques du théâtre en 1973, elle travaille d'abord comme créatrice de costumes pour la danse avec les spectacles d'Alain Populaire, de 1979 à 1988.
Dès 1980, elle crée des costumes pour le théâtre à la demande de metteurs en scène comme Marc Liebens de l'Ensemble Théâtral Mobile, Philippe Van Kessel pour lequel elle intervient dans seize créations ou de Jean-Claude Berutti (21 créations), Pascal Crochet, Patrick Haggiag. 
Depuis 1985, elle collabore aux créations de la compagnie de danse  Mossoux-Bonté.
En 1986, elle a créé les costumes pour le film Falsch des frères Dardenne.
Parallèlement, elle dirige pendant quinze ans l'atelier du Théâtre national de Belgique à Bruxelles. C'est avec Jean-Claude Berutti qu'elle aborde l'opéra à partir de 1994, avec des spectacles créés à Strasbourg, Nantes, Nancy, Leipzig, Bordeaux. 
Elle donne régulièrement des stages de formation pour des étudiants (au Théâtre national de Strasbourg, à la Comédie de Saint-Étienne) ou pour des professionnels (à Charleroi/Danses). 
Colette Huchard est membre du Conseil Interdisciplinaire des Arts de la Scène établi par le Service général des Arts de la Scène de la Fédération Wallonie-Bruxelles.
Elle est également enseignante au Conservatoire royal de Bruxelles, comme conférencière pour les cours de techniques du spectacle. de l'Institut français
En 2012, lauréate du programme « Hors les murs » de l'Institut français, elle réside au Japon durant trois mois.
Elle reviendra à Kyoto en 2013, afin de poursuivre son travail de recherche avec le danseur Yurabe Masami.
Elle rencontre Motoi Miura, metteur en scène de la Compagnie Chiten. Elle collabore aux créations de la Compagnie depuis  2014.
A l'automne 2015, elle participe à la Nuit Blanche organisée par l'Institut Français de Kyoto en exposant à Artzone Gallery.
Au printemps 2016, pour le Kyushu Laboratory of Choreography Dance, elle participera à un travail de recherche sur le costume avec Susan Buirge et des danseurs  japonais.
D’autres projets qui interrogent la structure du vêtement japonais sont en cours d’élaboration[Quand ?].

## Œuvres
Liste partielle des œuvres auxquelles Colette Huchard a contribué,, cette liste ne mentionne que les créations, et exclut les nombreuses reprises et recréations. 
| Saison    | titre de l'œuvre                                           | rôle                               |
| --------- | ---------------------------------------------------------- | ---------------------------------- |
| 1980-1981 | Ame                                                        | costumes                           |
| 1981-1982 | Dans une autre partie de l'île...                          | réalisation costumes               |
| 1981-1982 | La pieuvre                                                 | costumes                           |
| 1981-1982 | Les larmes amères de Petra von Kant                        | costumes                           |
| 1981-1982 | W.z.                                                       | costumes                           |
| 1981-1982 | Woyzeck                                                    | costumes                           |
| 1982-1983 | Cabaret émotif                                             | costumes                           |
| 1982-1983 | Le pupille veut être tuteur                                | costumes                           |
| 1982-1983 | Liberté à brême                                            | costumes                           |
| 1982-1983 | Vingt minutes d'entracte                                   | costumes                           |
| 1983-1984 | Respire                                                    | costumes                           |
| 1983-1984 | Le geste de spartacus                                      | costumes                           |
| 1983-1984 | Prothèses                                                  | réalisation des costumes           |
| 1984-1985 | Lagune                                                     | costumes, maquillages              |
| 1984-1985 | La trilogie du revoir                                      | réalisation des costumes           |
| 1985-1986 | Gilbert sur scène                                          | costumes                           |
| 1985-1986 | Juste ciel                                                 | scénographie, costumes             |
| 1985-1986 | Les ouvreuses de l'aventure                                | costumes                           |
| 1986-1987 | Jacques et son maître                                      | costumes                           |
| 1986-1987 | Le monde est rond                                          | costumes                           |
| 1986-1987 | Hiai                                                       | costumes et maquillages            |
| 1986-1987 | La tragédie du vengeur                                     | costumes                           |
| 1987-1988 | Les petites morts                                          | costumes                           |
| 1988-1989 | Les estivants                                              | costumes                           |
| 1988-1989 | Les etats de la passion                                    | costumes                           |
| 1988-1989 | Les céphéide                                               | costumes                           |
| 1989-1990 | Simulation                                                 | costumes                           |
| 1989-1990 | L'imitateur                                                | costumes                           |
| 1990-1991 | Germania mort à berlin.                                    | costumes                           |
| 1990-1991 | Hello joseph !                                             | costumes                           |
| 1990-1991 | L'amour, ce sera très froid...                             | costumes                           |
| 1990-1991 | L'eau du lac                                               | costumes                           |
| 1990-1991 | L'espace oblique                                           | costumes                           |
| 1990-1991 | La bataille                                                | costumes                           |
| 1990-1991 | Le jeu de l'amour et du hasard                             | costumes, réalisation costumes     |
| 1990-1991 | Le temps opéra                                             | réalisation costumes               |
| 1991-1992 | Le purgatoire                                              | réalisation costumes               |
| 1991-1992 | Le roi et le cadavre                                       | réalisation costumes               |
| 1991-1992 | Le tartuffe                                                | costumes, réalisation costumes     |
| 1991-1992 | Léonce et Léna                                             | costumes                           |
| 1991-1992 | Les dernières hallucinations de Lucas Cranach l'Ancien     | costumes                           |
| 1991-1992 | Madame Antoine                                             | costumes                           |
| 1991-1992 | Rien de réel                                               | costumes                           |
| 1992-1993 | Avna                                                       | costumes                           |
| 1992-1993 | La conquête du pôle sud                                    | costumes                           |
| 1992-1993 | Portrait                                                   | costumes                           |
| 1992-1993 | Twin houses                                                | costumes                           |
| 1993-1994 | Flammes                                                    | costumes                           |
| 1993-1994 | Le laboureur de bohême                                     | costumes                           |
| 1993-1994 | Le langage secret ou la naissance de l'être                | costumes                           |
| 1993-1994 | Tollund                                                    | costumes                           |
| 1994-1995 | Le courage de ma mère                                      | costumes                           |
| 1994-1995 | Le médecin malgré lui                                      | costumes                           |
| 1994-1995 | Le neveu de Rameau                                         | costumes                           |
| 1994-1995 | Les sœurs de sardanapale                                   | costumes                           |
| 1994-1995 | Vertèbre                                                   | costumes                           |
| 1995-1996 | Confidence africaine                                       | costumes                           |
| 1995-1996 | Contre saturne                                             | costumes                           |
| 1995-1996 | Le cocu magnifique                                         | costumes                           |
| 1995-1996 | Les plis de la nuit                                        | costumes                           |
| 1995-1996 | Pompéi                                                     | costumes                           |
| 1995-1996 | Saisies solo                                               | costumes                           |
| 1995-1996 | Un ennemi du peuple                                        | costumes                           |
| 1995-1996 | Weisman et copperface                                      | costumes                           |
| 1996-1997 | Comme il vous plaira                                       | costumes                           |
| 1996-1997 | Eden cinéma                                                | costumes                           |
| 1996-1997 | Pelléas et mélisande                                       | costumes                           |
| 1997-1998 | Le mystère de la rue rousselet                             | costumes                           |
| 1997-1998 | Simonetta Vespucci                                         | costumes                           |
| 1997-1998 | Solo Stockhausen                                           | costumes                           |
| 1997-1998 | Un garçon de chez Véry                                     | costumes                           |
| 1998-1999 | Caprices d'images                                          | costumes                           |
| 1998-1999 | Dommage que ce soit une putain                             | costumes                           |
| 1998-1999 | Personne ne m'a prise par la main pour m'emmener là-bas... | costumes                           |
| 1999-2000 | Le mariage de Figaro                                       | costumes                           |
| 1999-2000 | Lettre de Belgique                                         | costumes                           |
| 1999-2000 | Noce                                                       | costumes                           |
| 2000-2001 | Elektra                                                    | costumes                           |
| 2000-2001 | Vestale                                                    | costumes                           |
| 2001-2002 | Gorki-tchekhov                                             | costumes                           |
| 2001-2002 | Tout le reste n'est que cendre                             | costumes                           |
| 2001-2002 | La chute                                                   | costumes                           |
| 2002-2003 | L'eloge de l'intime                                        | costumes                           |
| 2002-2003 | La punaise                                                 | costumes                           |
| 2002-2003 | Light !                                                    | costumes                           |
| 2002-2003 | Songe !                                                    | costumes                           |
| 2003-2004 | Chimères et autres bestioles                               | costumes                           |
| 2003-2004 | Générations                                                | costumes                           |
| 2003-2004 | L'homme du jour                                            | costumes                           |
| 2003-2004 | Oreste                                                     | costumes                           |
| 2003-2004 | Léonce et léna                                             | costumes                           |
| 2004-2005 | A blanc                                                    | costumes                           |
| 2004-2005 | Allers-retours                                             | costumes                           |
| 2004-2005 | Hélium                                                     | costumes                           |
| 2004-2005 | Allers-retours                                             | costumes                           |
| 2004-2005 | Ruzante                                                    | costumes                           |
| 2006      | Noli me tangere                                            | costumes, maquillage               |
| 2006      | Nunakt                                                     | costumes, masques                  |
| 2006-2007 | Katafalk                                                   | costumes                           |
| 2006-2007 | Khoom                                                      | costumes                           |
| 2006-2007 | Le corps et la mélancolie                                  | costumes                           |
| 2006-2007 | Noli me tangere                                            | costumes, maquillages              |
| 2007-2008 | Daybreak                                                   | costume                            |
| 2007-2008 | Kefar nahum                                                | costumes                           |
| 2007-2008 | Nuit sur le monde                                          | costumes                           |
| 2007-2008 | Zelinda et lindoro                                         | interprétation                     |
| 2008-2009 | Skeleton                                                   | costume                            |
| 2009-2010 | Les corps magnétiques                                      | costumes                           |
| 2009-2010 | Pylade                                                     | costumes (2° étape)                |
| 2010-2011 | Ds                                                         | création costumes                  |
| 2010-2011 | Migrations                                                 | costumes                           |
| 2010-2011 | Les quarante                                               | costumes                           |
| 2011-2012 | Hortus                                                     | conception, scénographie, costumes |
| 2013-2014 | Histoire de l'imposture                                    | costumes                           |